# Circuit inducteur
Ne doit pas être confondu avec bobine d'inductance.
Un très grand nombre de convertisseurs d’énergie électriques (transformateurs et convertisseurs électroniques), électromécaniques (moteurs et générateurs) ou électrothermiques (chauffage) sont constitués d’un étage dans lequel l’énergie est contenue dans un champ magnétique. Ces machines possèdent alors un circuit magnétique, un dispositif permettant de créer le champ magnétique, enroulement ou aimant permanent, qu’on nomme inducteur et, enfin, un dispositif destiné à subir l’influence de ce champ magnétique nommé induit.
Dans certains cas, comme l’alimentation à découpage de type fly-back non isolé, l’enroulement est unique et il joue successivement le rôle d’inducteur et d’induit.
Le champ magnétique peut être constant ou variable dans le temps et le circuit magnétique peut-être fixe ou mobile ce qui, pour chaque cas, crée des contraintes que le concepteur du convertisseur doit prendre en compte. La principale étant que les conducteurs soumis à des champs magnétiques variables sont l’objet de forces électromotrices responsables de l’apparition de courants qui sont, dans certains cas, indésirables.
Le stockage de l’énergie dans un convertisseur peut se faire aussi dans un champ électrique, on parle alors de machines électrostatiques, mais ces dernières sont beaucoup moins répandues compte tenu des contraintes magnétiques et électriques maximales admissibles dans les matériaux qui donnent un énorme avantage aux convertisseurs utilisant les champs magnétiques.

Les lignes de champ magnétique (en vert) d'une boucle de fil parcourue par un courant passent par le centre de la boucle, concentrant le champ à cet endroit.

Un circuit inducteur ou enroulement inducteur correspond à un circuit constitué de conducteurs électriques dont l’objectif est de créer le champ magnétique au sein du matériau. 
Pour des raisons d'efficacité mais aussi pour éviter les fuites de flux vers l'extérieur, fuites qui seraient susceptibles de perturber le fonctionnement d'autres appareils, le fil est disposé en forme d'enroulement (spirale ou hélice) autour du circuit magnétique , Les enroulements inducteurs sont utilisées en génie électrique, dans les applications où le courant électrique interagit avec le champ magnétique, dans des dispositifs tels que les machines électriques, les bobines d'inductance, les électro-aimants, les transformateurs et les bobines de capteur. Un courant électrique passe à travers le fil de la bobine pour engendrer un champ magnétique ou, inversement, un champ magnétique externe « variable dans le temps » à l'intérieur de la bobine de champ génère une force électromotrice (tension électrique) dans le conducteur, décrite par la loi de Lenz-Faraday. Selon la loi de Lenz, la tension induite a une polarité (direction) qui s'oppose à la variation du courant qui l'a créée. Par conséquent, les circuits inducteurs s'opposent à toute modification du courant qui les traverse. 
Un courant traversant un conducteur quelconque crée un champ magnétique circulaire autour du conducteur en raison de la loi d'Ampère. L'avantage d'utiliser la forme de la bobine est qu'elle augmente l'intensité du champ magnétique produit par un courant donné et qu'elle concentre le flux en son sein. Les champs magnétiques engendrés par les différentes spires du fil passent tous par l'intérieur de la bobine et s'additionnent (superposent) pour produire un champ plus puissant à cet endroit. Plus le nombre de spires du fil est grand, plus le champ produit est puissant. 
La direction du champ magnétique produit par une bobine peut être déterminée par la règle de la main droite. Si les doigts de la main droite sont enroulés autour du noyau magnétique d'une bobine dans le sens conventionnel du courant à travers le fil, le pouce pointera dans la direction où les lignes de champ magnétique passent à travers la bobine. L'extrémité d'un noyau magnétique d'où émergent les lignes de champ est définie comme étant le pôle Nord.
Il existe de nombreux types de bobines utilisés dans les équipements électriques et électroniques.

Dans une bobine composée de plusieurs tours de fil, le champ magnétique des tours s'additionne au sein de la bobine, créant ainsi un champ plus puissant. Ce dessin montre une coupe transversale au centre de la bobine. Les croix représentent les fils dans lesquels le courant pénètre dans la page ; les points représentent les fils dans lesquels le courant sort de la page.

À noter que le terme anglais inductor signifie bobine d'inductance ou inductance, un terme plus générique décrivant tout composant produisant un effet inductif significatif.

## Description
Le flux magnétique {\displaystyle \Phi _{\mathbf {B} }} engendré par un courant {\displaystyle I} donné dépend de la forme géométrique du circuit mais aussi du matériau au sein duquel ce flux du champ magnétique est créé. En l'absence de saturation et/ou d'hystérésis, on a une quasi linéarité et leur rapport définit l'inductance {\displaystyle L},,, ainsi :
{\displaystyle L:={\frac {\Phi _{\mathbf {B} }}{I}}}.
L'inductance d'un circuit dépend de la géométrie du trajet du courant ainsi que de la perméabilité magnétique des matériaux voisins. Un circuit inducteur est un montage constitué d'un fil ou d'un autre conducteur façonné de manière à concentrer le flux du champ magnétique à travers le circuit, généralement sous la forme d'une bobine ou d'une hélice, avec deux bornes. En enroulant le fil dans une bobine, on augmente le nombre de fois où les lignes de flux magnétique relient le circuit, ce qui accroît le champ et donc l'inductance. Plus il y a de tours, plus l'inductance est élevée. L'inductance dépend également de la forme de la bobine, de la séparation des spires et de nombreux autres facteurs. En ajoutant un "noyau magnétique" fait d'un matériau ferromagnétique comme le fer à l'intérieur de la bobine, le champ magnétisant de la bobine induira une magnétisation dans le matériau, augmentant ainsi le flux magnétique. La perméabilité élevée d'un noyau ferromagnétique peut augmenter l'inductance d'une bobine par un facteur de plusieurs milliers par rapport à ce qu'elle serait sans lui. Toutefois la présence de ce matériau entraine des complications. À la différence du vide ce dernier est plus ou moins conducteur et va donc être le siège de courants induits non désirés. De plus le flux du champ magnétique ne sera plus proportionnel au courant qui traverse l'inducteur ce qui peut produire des non-linéarités non désirées, enfin, à tension égale, la croissance du courant au cours du temps sera plus limitée ce qui peut limiter la fréquence de fonctionnement du dispositif.

### Loi de comportement
En l'absence de saturation, toute modification du courant traversant une inductance crée un changement de flux, induisant une tension aux bornes de l'inductance. En vertu de la loi d'induction de Faraday, la tension {\displaystyle {\mathcal {E}}} induite par tout changement du flux magnétique à travers le circuit est donnée par :
{\displaystyle {\mathcal {E}}=-{\frac {d\Phi _{\mathbf {B} }}{dt}}.}
En reformulant la définition de L ci dessus on obtient :
{\displaystyle \Phi _{\mathbf {B} }=LI.}
Il en résulte que
{\displaystyle {\mathcal {E}}=-{\frac {d\Phi _{\mathbf {B} }}{dt}}=-{\frac {d}{dt}}(LI)=-L{\frac {dI}{dt}}.}
pour L indépendant du temps, du courant et de la liaison du flux magnétique.
L'inductance est donc également une mesure de la quantité de force électromotrice (tension) générée pour un taux de variation de courant donné. Par exemple, une inductance de 1 henry produit une force électromotrice de 1 volt lorsque le courant qui la traverse varie à raison de 1 ampère par seconde. On considère généralement qu'il s'agit de la loi de comportement (équation de définition) du circuit inducteur (ou d'une bobine d'inductance).
Le dipôle dual d'une bobine d'inductance est le condensateur, qui stocke l'énergie dans un champ électrique plutôt que dans un champ magnétique. Sa relation courant-tension est obtenue en échangeant le courant et la tension dans les équations d'une bobine d'inductance et en remplaçant L par la capacité C.

### Loi de Lenz
La polarité (direction) de la tension induite est donnée par la loi de Lenz, qui stipule que la tension induite sera telle qu'elle s'opposera au changement de courant. Par exemple, si le courant à travers un enroulement inducteur augmente, la tension induite sera positive au point d'entrée du courant et négative au point de sortie, tendant à s'opposer au courant supplémentaire,,. L'énergie du circuit externe nécessaire pour surmonter cette " hauteur " potentielle est stockée dans le champ magnétique de l'inducteur. Si le courant diminue, la tension induite sera négative au point d'entrée du courant et positive au point de sortie, tendant à maintenir le courant.  Dans ce cas, l'énergie du champ magnétique est restituée au circuit.

### Énergie stockée dans un circuit inducteur
Une explication intuitive de la raison pour laquelle une différence de potentiel est induite lors d'un changement de courant dans un circuit inducteur est la suivante : 
Lorsqu'il y a une variation du courant dans un circuit inducteur, il y a une variation de l'intensité du champ magnétique. Par exemple, si le courant est augmenté, le champ magnétique augmente. Toutefois, cela a un prix. Le champ magnétique contient de l'énergie potentielle, et l'augmentation de l'intensité du champ nécessite le stockage d'une plus grande quantité d'énergie dans le champ. Cette énergie provient du courant électrique qui traverse le circuit inducteur. L'augmentation de l'énergie potentielle magnétique du champ est transmise par les charges circulant dans les enroulements. Cela se traduit par une force dite contre-électromotrice aux bornes des enroulements tant que le courant augmente. Une fois que le courant n'augmente plus et qu'il est maintenu constant, l'énergie du champ magnétique est constante et, en dehors des pertes dues aux résistances, aucune énergie supplémentaire ne doit être fournie, de sorte que la différence de potentiel aux bornes se limite à celle correspondant à la loi d'Ohm. De même, si le courant traversant le circuit inducteur diminue, l'intensité du champ magnétique diminue, et l'énergie dans le champ magnétique diminue. Cette énergie est renvoyée dans le circuit sous la forme d'une augmentation de l'énergie potentielle électrique des charges en mouvement, ce qui provoque une augmentation de la tension aux bornes des enroulements.

### Dérivation
Le travail effectué par unité de charge sur les charges traversant le circuit inducteur est de {\displaystyle -{\mathcal {E}}}. Le signe négatif indique que le travail est effectué contre la force électromotrice, et non par la force électromotrice. Le courant {\displaystyle I} est la charge par unité de temps qui traverse le circuit inducteur. Par conséquent, le taux de travail {\displaystyle W} fourni par les charges à l'encontre de la force électromotrice, c'est-à-dire le taux de variation de l'énergie du courant, est donné par la formule suivante : 
{\displaystyle {\frac {dW}{dt}}=-{\mathcal {E}}I}
D'après l'équation constitutive du circuit inducteur, {\displaystyle -{\mathcal {E}}=L{\frac {dI}{dt}}} donc
{\displaystyle {\frac {dW}{dt}}=L{\frac {dI}{dt}}\cdot I=LI\cdot {\frac {dI}{dt}}}

{\displaystyle dW=LI\cdot dI}
Dans une inductance à noyau ferromagnétique, lorsque le champ magnétique s'approche du niveau de saturation du noyau, l'inductance commence à changer, elle est fonction du courant {\displaystyle L(I)}. En négligeant les pertes, l'énergie {\displaystyle W} stockée par un circuit inducteur traversé par un courant {\displaystyle I_{0}}  qui la traverse est égale à la quantité de travail nécessaire pour établir le courant dans le circuit inducteur.
Elle est donnée par:{\displaystyle W=\int _{0}^{I_{0}}L_{d}(I)\,I\,dI}, ou {\displaystyle L_{d}(I)} est la présumée « inductance différentielle » et est définie comme suit : {\displaystyle L_{d}={\frac {d\Phi _{\mathbf {B} }}{dI}}}. Dans une inductance à noyau d'air ou une inductance à noyau ferromagnétique en dessous de la saturation, l'inductance est constante (et égale à l'inductance différentielle), donc l'énergie stockée est de
{\displaystyle {\begin{aligned}W&=L\int _{0}^{I_{0}}I\,dI\\W&={\frac {1}{2}}L{I_{0}}^{2}\end{aligned}}}
Pour les inductances à noyau magnétique, l'équation ci-dessus n'est valable que pour les régions linéaires du flux magnétique, à des courants inférieurs au niveau de saturation de l'inductance, où l'inductance est approximativement constante. Lorsque ce n'est pas le cas, la forme intégrale doit être utilisée avec {\displaystyle L_{d}} variable.

### Réponse à l'échelon de tension - limite à court et à long terme
Lorsqu'un échelon de tension est appliqué à un circuit inducteur, sa réponse à court et à long terme est facile à calculer : 
- Dans la limite du temps court, si le courant traversant le circuit inducteur à l'étape est {\displaystyle I_{\text{0}}}, puisque le courant ne peut pas changer de façon discontinue, nous pouvons le remplacer par une source de courant idéale de courant {\displaystyle I_{\text{0}}}. Plus précisément, si {\displaystyle I_{\text{0}}=0} (aucun courant à travers le circuit inducteur à l'instant initial), l'équivalence à court terme d'un circuit inducteur est un circuit ouvert (c'est-à-dire une source de courant 0 A).
- Dans la limite du temps long, la réponse transitoire du circuit inducteur s'éteint, le flux magnétique à travers le circuit inducteur devient constant et aucune tension n'est induite entre les bornes du circuit inducteur. Par conséquent, l'équivalence à long terme d'un circuit inducteur est un fil (c'est-à-dire un court-circuit).

### Circuits inducteurs parfaits et réels
La loi de comportement décrit le comportement d'une inductance idéale avec une inductance {\displaystyle L}, et sans résistance, ni capacité, ni dissipation d'énergie. En pratique, les circuits inducteurs ne suivent pas ce modèle théorique, les circuits inducteurs réels ont une résistance mesurable due à la résistance du fil et aux pertes d'énergie dans le noyau, et une capacité parasite due aux potentiels électriques entre les spires du fil,.
La réactance capacitive d'une inductance réelle augmente avec la fréquence et, à une certaine fréquence, l'inductance se comporte comme un circuit résonant. Au-dessus de cette fréquence d'auto-résonance, la réactance capacitive est la partie dominante de l'impédance du circuit inducteur. À des fréquences plus élevées, les pertes résistives dans les enroulements augmentent en raison de l'effet de peau et de l'effet de proximité.
Les circuits inducteurs à ferromagnétique subissent des pertes d'énergie supplémentaires dues à l'hystérésis et aux courants de Foucault dans le noyau, qui augmentent avec la fréquence. À des courants élevés, les circuits inducteurs à noyau magnétique s'écartent également soudainement du comportement idéal en raison de la non-linéarité causée par la saturation magnétique du noyau.
Les circuits inducteurs rayonnent de l'énergie électromagnétique dans l'espace environnant et peuvent absorber les émissions électromagnétiques d'autres circuits, ce qui entraîne des interférences électromagnétiques potentielles.
Un premier dispositif de commutation et d'amplification électrique à l'état solide, appelé bobine saturable (en), exploite la saturation du noyau comme moyen d'arrêter le transfert inductif du courant par le noyau.

### Facteur de qualité (Q)
La résistance de l'enroulement apparaît comme une résistance en série avec la bobine, elle est appelée résistance propre ou résistance série CC ou DCR en anglais (DC resistance). Cette résistance dissipe une partie de l'énergie réactive. Le facteur de qualité (ou Q) d'un circuit inducteur est le rapport entre sa réactance inductive et sa résistance à une fréquence donnée, et constitue une mesure de son efficacité. Plus le facteur Q d'une bobine d'inductance est élevé, plus elle se rapproche du comportement d'une bobine d'inductance idéale. Les bobines d'inductance à facteur Q élevé sont utilisés avec des condensateurs pour réaliser des circuits résonnants dans les émetteurs et récepteurs radiofréquences. Plus le facteur Q est élevé, plus la bande passante du circuit résonnant est étroite.
Le facteur Q d'une bobine d'inductance est défini comme :
{\displaystyle Q={\frac {L.\omega }{R}}}
où {\displaystyle L}  est l'inductance, {\displaystyle R} est la résistance en courant continu, et le produit  {\displaystyle L.\omega } est la réactance inductive.
Le facteur Q augmente linéairement avec la fréquence si L et R sont constants. Bien qu'ils soient constants à basse fréquence, ces paramètres varient avec la fréquence. Par exemple, l'effet de peau, l'effet de proximité et les pertes dans le noyau augmentent la résistance R avec la fréquence, la capacité de l'enroulement et les variations de la perméabilité avec la fréquence affectent son inductance L.
À basse fréquence et dans certaines limites, l'augmentation du nombre de spires N améliore le facteur Q car l'inductance L varie en N2 tandis que la résistance R varie linéairement avec N. De même, l'augmentation du rayon r d'une bobine d'inductance améliore (ou augmente) le facteur Q car l'inductance L varie avec r2 tandis que la résistance R varie linéairement avec r. Ainsi, les bobines d'inductance à air à haut Q ont souvent un grand diamètre et de nombreuses spires. Ces deux exemples partent du principe que le diamètre du fil reste le même, donc les deux exemples utilisent proportionnellement plus de fil. Si la masse totale du fil est maintenue constante, il n'y a aucun avantage à augmenter le nombre de spires ou le rayon des spires, car le fil doit être proportionnellement plus fin.
L'utilisation d'un noyau ferromagnétique à haute perméabilité peut augmenter considérablement l'inductance pour la même quantité de cuivre, de sorte que le noyau peut également augmenter le facteur Q. Cependant, les noyaux introduisent également des pertes qui augmentent avec la fréquence. Le matériau du noyau est choisi pour obtenir les meilleurs résultats pour la bande de fréquence choisie. Les inductances à Q élevé doivent éviter la saturation ; une façon de le faire est d'utiliser une bobine d'inductance à air (physiquement plus grande). Aux fréquences VHF ou plus élevées, un noyau d'air est susceptible d'être utilisé. Une bobine d'inductance à air bien conçue peut avoir un facteur Q avec une valeur de plusieurs centaines.

## Enroulements et prises

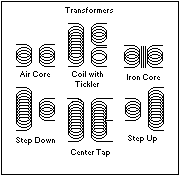
Diagramme des configurations typiques d'un transformateur.

Le fil ou le conducteur qui constitue la bobine est appelé enroulement. Le trou au centre de la bobine est appelé zone du noyau ou axe magnétique. Chaque boucle de fil est appelée spire. Dans les enroulements où les spires se touchent, le fil doit être isolé par un revêtement non conducteur isolant tel que le plastique ou un vernis, pour empêcher le courant de passer entre les spires du fil. Le bobinage est souvent enroulé autour d'une forme de bobine en plastique ou en un autre matériau pour le maintenir en place. Les enroulements peuvent avoir des connexions électriques supplémentaires sur leur longueur ; celles-ci sont appelées prises. Un enroulement qui a une seule prise au centre de sa longueur est appelé à prise centrale ou center-tapped.
Les bobines peuvent avoir plus d'un enroulement, isolés électriquement les uns des autres. Lorsqu'il y a deux ou plusieurs enroulements autour d'un axe magnétique commun, on dit que les enroulements sont couplés inductivement ou couplés magnétiquement. Un courant variable dans le temps à travers un enroulement créera un champ magnétique variable dans le temps qui passera à travers l'autre enroulement, ce qui induira une tension variable dans le temps dans les autres enroulements. C'est ce qu'on appelle un transformateur. L'enroulement auquel le courant est appliqué, qui crée le champ magnétique, est appelé enroulement primaire (ou enroulement inducteur). Les autres enroulements sont appelés enroulement secondaire (ou enroulement induit).

## Noyau magnétique
De nombreux circuits inductifs possèdent un noyau magnétique, un élément en matériau ferromagnétique fréquemment constitué de tôles feuilletées en fer doux au centre pour augmenter l'intensité du champ magnétique. Le courant qui traverse la bobine magnétise le fer, et le champ du matériau magnétisé s'ajoute au champ produit par le fil. C'est ce qu'on appelle une bobine à noyau ferromagnétique ou bobine à noyau de fer. Un noyau ferromagnétique peut augmenter le champ magnétique et l'inductance d'une bobine de centaines ou de milliers de fois par rapport à ce qu'elle serait sans le noyau. Une bobine à noyau de ferrite est une variété de bobine dont le noyau est constitué de ferrite, un composé céramique ferrimagnétique. Les bobines de ferrite ont des pertes de noyau plus faibles à haute fréquence.
- Une bobine dont le noyau forme une boucle fermée, éventuellement avec des espaces d'air étroits, est appelée bobine à noyau fermé. En fournissant un chemin fermé pour les lignes de champ magnétique, cette géométrie minimise la réluctance magnétique et produit le champ magnétique le plus fort. Elle est souvent utilisée dans les transformateurs.
  - Une forme courante de bobine à noyau fermé est la bobine à "noyau toroïdal", dans laquelle le noyau a la forme d'un tore ou d'un beignet, avec une section transversale circulaire ou rectangulaire. Cette géométrie présente un minimum de flux de fuite et émet un minimum de interférences électromagnétiques (EMI).
- Une bobine dont le noyau est une barre droite ou une autre forme non circulaire est appelée bobine à "noyau ouvert". Elle présente un champ magnétique et une inductance plus faibles qu'une bobine à noyau fermé, mais elle est souvent utilisée pour éviter la saturation magnétique du noyau.

Une bobine sans noyau ferromagnétique est appelée bobine à noyau d'air. Cela inclut les bobines enroulées sur du plastique ou d'autres formes non magnétiques, ainsi que les bobines qui ont en fait un espace d'air vide à l'intérieur de leurs enroulements.

## Types d'enroulement inducteur
Les enroulements inducteurs peuvent être classées en fonction de la fréquence du courant avec lequel elles sont conçues :
- Les bobines ou électro-aimants courant continu ou DC  fonctionnent avec un courant continu constant dans leurs enroulements.
- Les bobines, inductances ou transformateurs audiofréquence ou "AF" fonctionnent avec des courants alternatifs dans la gamme des fréquences audio, inférieures à 20 kHz.
- Les bobines, inductances ou transformateurs radiofréquence ou "RF" fonctionnent avec des courants alternatifs dans la gamme des radiofréquences, au-dessus de 20 kHz.

Les enroulements inducteurs peuvent être classées selon leur fonction :

### Électro-aimants

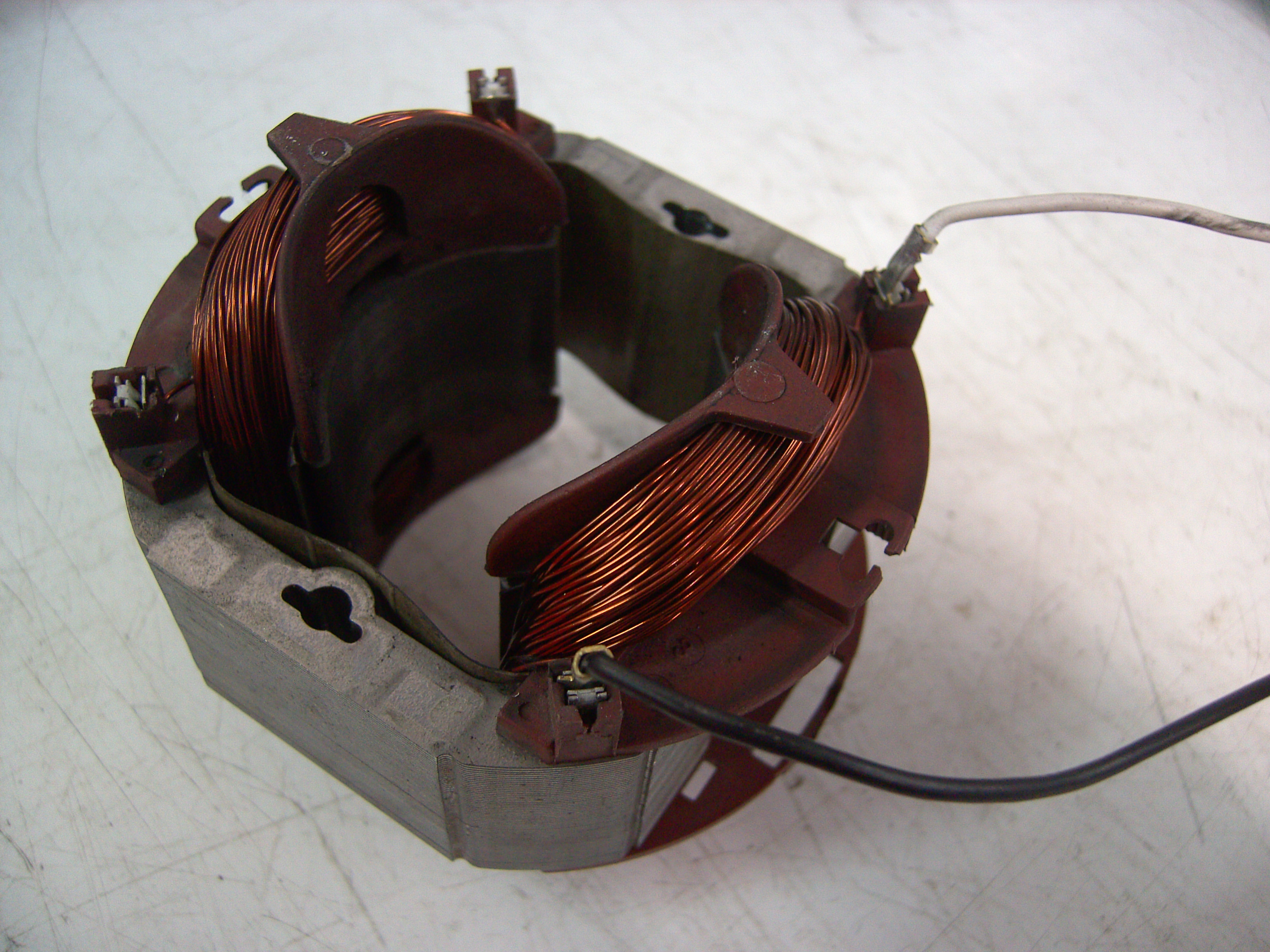
électro-aimant sur le stator d'un moteur universel à courant alternatif.

Les électro-aimants sont des bobines qui engendrent un champ magnétique pour une utilisation externe, souvent pour exercer une force mécanique sur quelque chose ou suppriment les champs de fond existants. Quelques types spécifiques :
- Solénoïde - un électro-aimant sous la forme d'une hélice droite et creuse.
- Les bobinages de moteurs et de générateurs - électroaimants à noyau de fer sur le rotor ou le stator des moteurs électriques et des générateurs qui agissent l'un sur l'autre pour faire tourner l'arbre (moteur) ou générer un courant électrique (générateur).
  - Enroulement d'excitation (en) - une bobine à noyau de fer qui engendre un champ magnétique constant agissant sur l'enroulement de l'induit.
  - Les bobines d'induit sont des bobines à noyau de fer sur lesquelles le champ magnétique de l'enroulement d'excitation agit pour créer un couple (moteur) ou induire une tension pour produire de l'énergie (générateur).

- Bobines de Helmholtz, bobines de Maxwell - bobines à noyau d'air qui servent à annuler un champ magnétique externe.
- Bobine de démagnétisation - bobine utilisée pour démagnétiser des pièces.
- Bobine de haut-parleur - bobine utilisée dans un haut-parleur à bobine mobile, suspendue entre les pôles d'un aimant. Lorsque le signal audio passe à travers la bobine, celle-ci vibre, déplaçant la membrane du haut-parleur pour créer des ondes sonores. L'inverse est utilisé dans un microphone dynamique, où les vibrations sonores interceptées par un dispositif comme un diaphragme (en) sont physiquement transférées à une bobine mobile immergée dans un champ magnétique, et les extrémités terminales de la bobine fournissent alors un signal électrique analogue de ces vibrations.

### Bobines d'inductance
Les bobines d'inductance sont des bobines qui engendrent un champ magnétique qui interagit avec la bobine elle-même, afin d'induire une force électromotrice inverse qui s'oppose aux changements de courant à travers la bobine. Les inductances sont utilisées comme composant électronique dans les circuits électriques, pour stocker temporairement de l'énergie ou résister aux variations de courant. Quelques types d'inducteurs :
- Bobine de réservoir - une bobine utilisée dans un circuit accordé
- Bobine d'arrêt - inductance utilisée pour bloquer le courant alternatif à haute fréquence tout en laissant passer le courant alternatif à basse fréquence ou le courant continu.
- Bobine de charge - inductance utilisée pour ajouter de l'inductance à une antenne, pour la rendre résonnante, ou à un câble pour empêcher la distorsion des signaux.
- Variomètre (en) - Bobine réglable composée de deux bobines en série, une bobine extérieure fixe et une seconde à l'intérieur qui peut être tournée de manière que leurs axes magnétiques soient dans la même direction ou opposés.
- Transformateur Flyback (en) - Bien qu'appelé transformateur, il s'agit en fait d'une bobine qui sert à stocker l'énergie dans les alimentations à découpage et les circuits de déflexion horizontale pour les téléviseurs et les moniteurs à CTR.
- Bobine saturable (en) - une bobine à noyau de fer utilisée pour contrôler l'alimentation en courant alternatif en faisant varier la saturation du noyau à l'aide d'une tension de commande continue dans un enroulement auxiliaire.
- Ballast inductif - Bobine utilisée dans les circuits de lampes à décharge, telles que les lampes fluorescentes, pour limiter le courant à travers la lampe.

### Transformateurs

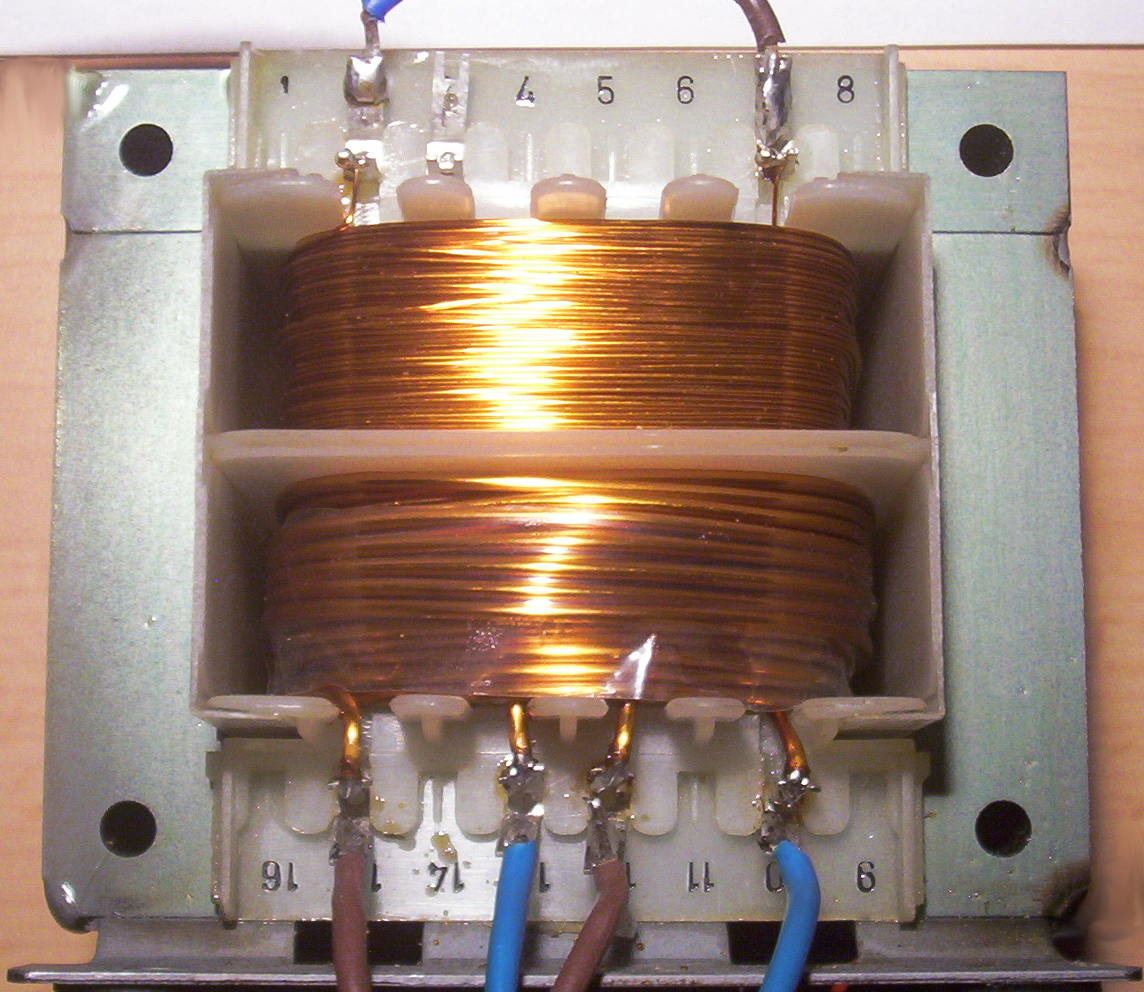
Transformateur.

Un transformateur est un dispositif comportant deux ou plusieurs enroulements couplés magnétiquement (ou des sections d'un seul enroulement). Un courant variant dans le temps dans une bobine (appelée enroulement primaire) engendre un champ magnétique qui induit une tension dans l'autre bobine (appelée enroulement secondaire). Quelques types :
- Transformateur de distribution - Un transformateur dans un réseau électrique qui transforme la haute tension de la ligne électrique en une tension plus basse utilisée par les clients de la compagnie d'électricité.
- Autotransformateur - Un transformateur avec un seul enroulement. Les différentes parties de l'enroulement, auxquelles on accède par des prises, servent d'enroulements primaires et secondaires du transformateur.
- Transformateur toroïdal (en) - le noyau a la forme d'un tore. Cette forme est couramment utilisée car elle diminue le flux de fuite, ce qui réduit les interférences électromagnétiques.
- Bobine d'induction ou bobine à trembleur (en) - un ancien transformateur qui utilise un mécanisme d'interruption vibrant pour interrompre le courant primaire afin qu'il puisse fonctionner avec du courant continu.
  - Bobine d'allumage - bobine d'induction utilisée dans les moteurs à combustion interne pour créer une impulsion de haute tension afin d'allumer la bougie d'allumage qui déclenche la combustion du carburant.
- Balun - transformateur qui adapte une ligne de transmission symétrique à une ligne asymétrique.
  - Bobine bifilaire - bobine enroulée avec deux brins parallèles, étroitement espacés. Si des courants alternatifs dans la même direction la traversent, les flux magnétiques s'additionnent, mais si des courants égaux dans des directions opposées traversent les enroulements, les flux opposés s'annulent, ce qui se traduit par un flux nul dans le noyau. Aucune tension ne sera donc induite dans un troisième enroulement sur le noyau. Ils sont utilisés dans les instruments et dans des dispositifs tels que les disjoncteurs de fuite à la terre. Ils sont également utilisés dans les résistances filaires à faible inductance pour les fréquences radioélectriques.
- Transformateur audio - Transformateur utilisé pour les signaux audio. Ils sont utilisés pour l'adaptation d'impédance.
  -     - Bobine hybride - Transformateur audio spécialisé à 3 enroulements utilisé dans les circuits de téléphonie pour convertir les deux fils en circuits quadrifilaires.

### Machines électriques
Les machines électriques telles que les moteurs et les générateurs possèdent un ou plusieurs enroulements qui interagissent avec des champs magnétiques en mouvement pour convertir l'énergie électrique en énergie mécanique. Souvent, une machine comporte un enroulement dans lequel passe la majeure partie de la puissance de la machine (l'induit), et un second enroulement qui fournit le champ magnétique de l'élément rotatif (« enroulement de champ ») qui peut être connecté par des balais ou des bagues collectrices à une source externe de courant électrique. Dans un moteur à induction, l'enroulement inducteur du rotor est alimenté par le lent mouvement relatif entre l'enroulement rotatif et le champ magnétique rotatif produit par l'enroulement du stator, qui induit le courant d'excitation nécessaire dans le rotor.

### Bobines de transducteur

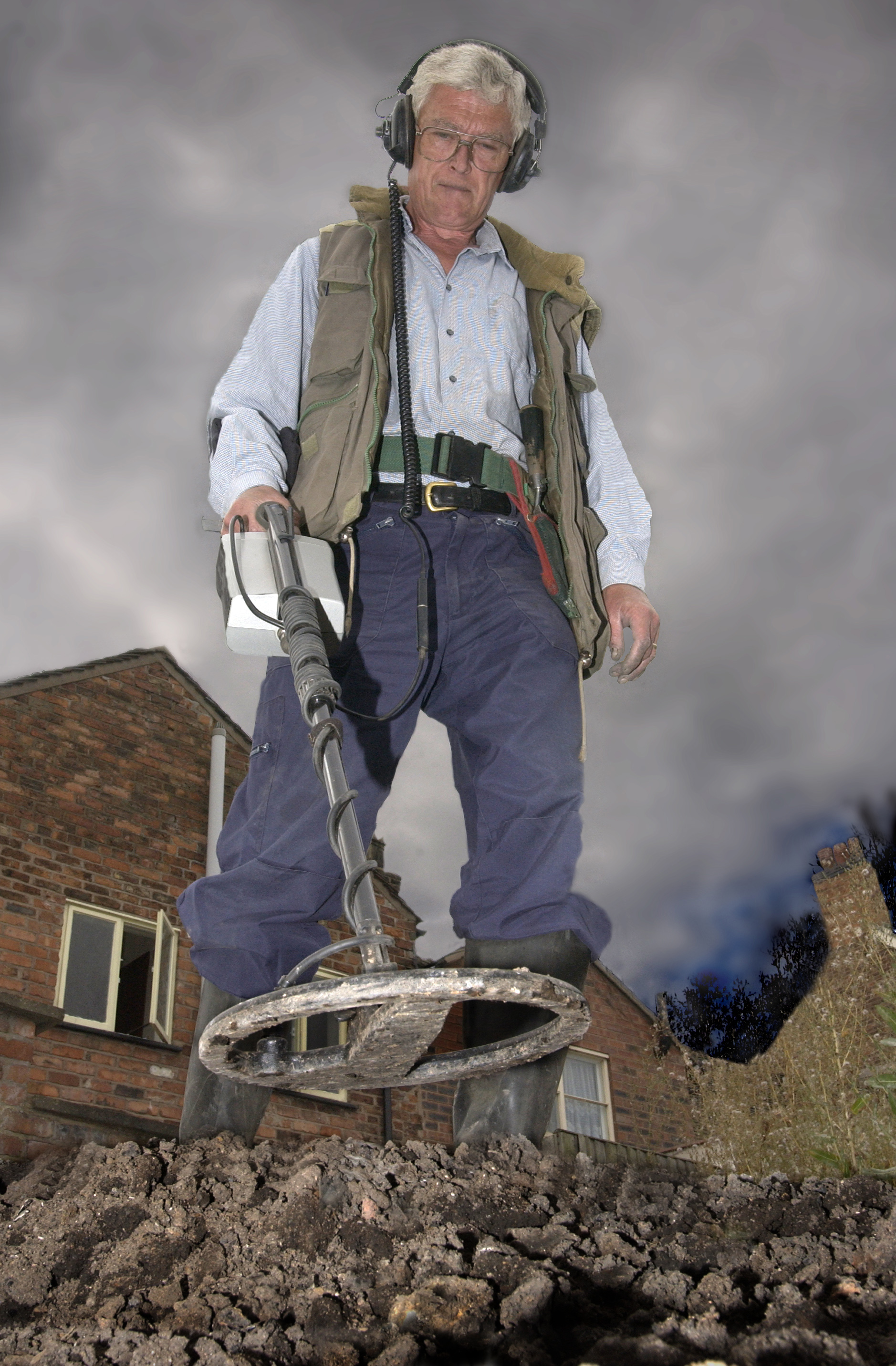
La bobine de détection d'un détecteur de métaux.

Il s'agit de bobines utilisées pour traduire des champs magnétiques variables dans le temps en signaux électriques, et vice versa. Quelques types de bobines :
- Capteur ou bobine de détection - ils sont utilisés pour détecter les champs magnétiques externes variant dans le temps.
- Capteur inductif (en) - une bobine qui détecte le passage d'un aimant ou d'un objet en fer à proximité.
- Tête d'enregistrement (en) - une bobine utilisée pour créer un champ magnétique afin d'écrire des données sur un support de stockage magnétique (en), tel qu'une bande magnétique ou un disque dur. Inversement, elle est également utilisée pour lire les données sous la forme d'une modification des champs magnétiques dans le support.
- Bobine de chauffage par induction - bobine de courant alternatif utilisée pour chauffer un objet en y induisant des courants de Foucault, un processus appelé chauffage par induction.
- Antenne cadre - bobine qui sert d'antenne radioélectrique, pour convertir les ondes radio en courants électriques.
- Bobine de Rogowski - bobine toroïdale utilisée comme appareil de mesure du courant alternatif.
- Micro  de guitare (pickup) - une bobine utilisée pour produire le signal audio de sortie dans une guitare électrique ou une basse électrique.
- Capteur de magnétomètre fluxgate - une bobine de capteur utilisée dans un magnétomètre.
- Cellule magnétique de phonographe - un capteur dans un phonographe qui utilise une bobine pour traduire la vibration d'une aiguille en un signal audio lors de la lecture de disques phonographiques en vinyle.

Il existe également des types de bobines qui n'entrent pas dans ces catégories.